# Cristaria
Cristaria es un género con 58 especies perteneciente a la familia  Malvaceae. Es originario de Sudamérica. 

## Taxonomía
Fue descrito por Antonio José de Cavanilles  y publicado en Icones et Descriptiones Plantarum, quae aut sponte . . . 5: 10, en el año 1799. La especie tipo es Cristaria glaucophylla Cav.

## Especies
1. Cristaria adenophora
2. Cristaria andicola
3. Cristaria argyliifolia
4. Cristaria aspera
5. Cristaria calderana
6. Cristaria cordatorotundifolia
7. Cristaria cyanea
8. Cristaria dissecta
9. Cristaria fuentesiana
10. Cristaria glaucophylla
11. Cristaria gracilis
12. Cristaria insularis
13. Cristaria integerrima
14. Cristaria leucantha
15. Cristaria molinae
16. Cristaria multifida
17. Cristaria multiflora
18. Cristaria ovata
19. Cristaria tenuissima
20. Cristaria viridiluteola